# 일로초등학교 지감분교
일로초등학교 지감분교는 대한민국 전라남도 무안군 일로읍 문화로 547 (감돈리)에 있었던 공립 초등학교이다.

## 연혁
- 1967년 11월 30일 일로국민학교 지감분교장 개교(설립인가 11월 14일)
- 1968년 7월 23일 일로북국민학교로 승격
- 1996년 3월 1일 일로북초등학교로 개칭
- 1998년 3월 1일 일로초등학교 지감분교로 격하
- 1999년 9월 1일 폐교